# Baszamra
Baszamra (arab. باشمرة) – wieś w Syrii, w muhafazie Aleppo. W 2004 roku liczyła 592 mieszkańców.